# Drimia multifolia
Drimia multifolia là một loài thực vật có hoa trong họ Măng tây. Loài này được (G.J.Lewis) Jessop mô tả khoa học đầu tiên năm 1977.